# سان جيوفاني بيانكو (إيطاليا)

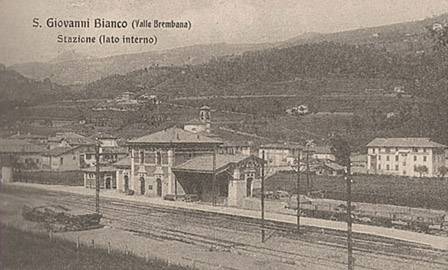
محطة سكة حديد (سان جيوفاني بيانكو)

سان جيوفاني بيانكو ( بيرغامو بالاتينية : San Gioàn Biànch ) وهي كوموني او (بلدية) في مقاطعة بيرغامو في منطقة لومباردي الإيطالية ، وتقع على بعد حوالي 60 كيلومتر (37 ميل) شمال شرق ميلانو وحوالي 20 كيلومتر (12 ميل) شمال بيرغامو ، وتقع في وادي فال بريمبانا .

## وصلات خارجية
- الموقع الرسمي